# 君はまるで、あの花のようで。
『君はまるで、あの花のようで。』（きみはまるで、あのはなのようで。）は、後藤みさきによる日本の漫画作品。『Sho-Comi』（小学館）にて、2012年3.4合併号から同年6号まで掲載された。単行本は全1巻。

## 概要
サブタイトルは「失恋たんぽぽ」。
後藤みさきが『Sho-Comi』でデビュー後、初連載作品。
デビューから第8作目という早さでの連載だった為、読み切りではなく、本作連載で初めてカラー扉絵が掲載されることとなる。

## ストーリー
雛形なずなは、中学の入学式の日、1つ年上の市川直に初恋をする。そして彼と同じバスケットボール部に入部するが、彼は既にバスケ部のマネージャー雛と付き合っていた。
片想いのまま月日は流れ、高校生となったなずなは新しい恋を見つけることを決意するが、その矢先に偶然にも直と再会してしまう。そして直がバスケを辞めたことを耳にし、彼から「雛が死んでからバスケができない」と告げられる。
直の中に残る雛の面影を見つめながら、また中学の頃のように直に惹かれていくなずなだが…?

## 登場人物
雛形なずな（ひながた なずな）
通称「なず」。元気で明るい性格。高校で新しい恋をしようと決めていたが、偶然にも中学の頃に片想いをしていた直と出会ってしまい…?
市川直（いちかわ なお）
なずなの中学時代のバスケットボール部の先輩で、なずなからは「直センパイ」と呼ばれている。中学の頃から付き合っていた雛が事故で亡くなって以来、バスケができなくなった。そして彼女を忘れられない直は、今も彼女から貰った桜のピアスを耳に付けている。「もうバスケはしない（できない）」と決めていたが…?
雛（ひな）
直と同い年で、中学時代のバスケ部のマネージャー。なずなからは「雛センパイ」と呼ばれていた。とても優しい性格でなずなにも慕われていたが、事故で他界してしまう。

## 単行本収録作品
- 君はまるで、あの花のようで。（全3話）
- 君はまるで、あの花のようで。〜番外編〜「〜その後の2人〜」（描きおろし作品）
- 愛は藍より青く（2012年『Sho-Comi』本誌1号）
- 風じゃなくて君がね（2011年『Sho-Comi』本誌18号）